# Ирх-Сирмы-Кошки
Ирх-Сирмы-Кошки (чув. Йĕрĕхçырми) — деревня в Мариинско-Посадском муниципальном округе Чувашской Республики. С 2004 до 2023 года входила в состав Первочурашевского сельского поселения.

## География
Находится в северо-восточной части Чувашии, на расстоянии приблизительно 16 км на юг по прямой от районного центра города Мариинский Посад.

## История
Известна с 1858 года, когда здесь проживало 110 человек. В 1897 году было учтено 206 жителей, в 1926 — 52 двора, 250 жителей, в 1939—236 жителей, в 1979—165. В 2002 году было 37 дворов, в 2010 — 32 домохозяйства. В период коллективизации образован колхоз «Красный трудовик», в 2010 году действовал СХПК «Звезда».

## Население
Постоянное население составляло 85 человек (чуваши 100 %) в 2002 году, 90 в 2010.